# Scopula infota
Scopula infota là một loài bướm đêm trong họ Geometridae.